# オゴ＝オゲネ・エグウェロ
オゴ＝オゲネ・オマノ・エグウェロ（Ogho-Ogene Omano Egwero、1988年11月26日 ‐ ）は、ナイジェリア・エヌグ州出身の陸上競技選手。専門は短距離走。100mで10秒06の自己ベストを持ち、ナイジェリア選手の選手としては2006年5月12日に10秒の壁を破ったオルソジ・ファスバ以降、9秒台に最も近づいている選手である。

## 経歴
2009年8月のベルリン世界選手権男子100mに出場し、弱冠20歳でシニアの世界大会デビューを果たした。2次予選で10秒19（+0.4）の自己ベスト（当時）をマークしたが、着順で準決勝に進出できた組3着とは0秒04差、タイムで拾われた最後の枠の選手とは0秒03差で惜しくも準決勝進出を逃した。
2010年3月のドーハ世界室内選手権男子60mでは予選を突破し、世界大会で初のセミファイナリストとなった。初の世界大会決勝進出がかかった準決勝は6秒68の組5着に終わり、着順で突破するには0秒06、タイムで拾われるには0秒03及ばなかった。
2011年9月のアフリカ競技大会に出場すると、男子100m準決勝で10秒06（+2.0）の自己ベストをマーク。準決勝を全体1位で突破したが、決勝では10秒31（-0.4）とタイムを落とし、3位と0秒02差の4位でメダルを逃した。しかし、男子4×100mリレーでは38秒93（4走）をマークしての金メダル獲得に貢献し、リレー種目ながら初のアフリカチャンピオンに輝いた。
2015年9月のアフリカ競技大会に出場すると、男子100m準決勝で10秒06（+0.3）の自己ベストタイをマークし、前回大会に続いて準決勝を全体1位突破。決勝はベン＝ユスフ・メイテ（10秒04）に敗れ10秒17（-2.1）の2位に終わったが、この種目で初のメダルとなる銀メダルを獲得した。

## 自己ベスト
記録欄の（　）内の数字は風速（m/s）で、+は追い風、-は向かい風を意味する。
| 種目 | 記録                        | 年月日                      | 場所                | 備考 |
| 屋外 | 屋外                        | 屋外                        | 屋外                | 屋外 |
| ---- | --------------------------- | --------------------------- | ------------------- | ---- |
| 100m | 10秒06 (+2.0) 10秒06 (+0.3) | 2011年9月12日 2015年9月13日 | マプト ブラザヴィル |      |
| 200m | 20秒60 (-0.2)               | 2015年7月31日               | ワリ                |      |
| 室内 |                             |                             |                     |      |
| 60m  | 6秒60                       | 2011年2月11日               | デュッセルドルフ    |      |

## 主要大会成績
備考欄の記録は当時のもの
| 年   | 大会                      | 場所             | 種目    | 結果    | 記録          | 備考                            |
| ---- | ------------------------- | ---------------- | ------- | ------- | ------------- | ------------------------------- |
| 2006 | 世界ジュニア選手権        | 北京             | 4x100mR | 決勝    | DNF （1走）   |                                 |
| 2009 | 世界選手権                | ベルリン         | 100m    | 2次予選 | 10秒19 (+0.4) | 自己ベスト                      |
| 2010 | 世界室内選手権            | ドーハ           | 60m     | 準決勝  | 6秒68         |                                 |
| 2010 | アフリカ選手権 (en)       | ナイロビ         | 100m    | 5位     | 10秒26 (+1.9) |                                 |
| 2010 | アフリカ選手権 (en)       | ナイロビ         | 200m    | 予選    | 21秒72 (-0.1) |                                 |
| 2010 | アフリカ選手権 (en)       | ナイロビ         | 4x100mR | 2位     | 39秒22 (3走)  |                                 |
| 2010 | 英連邦競技大会 (en)       | デリー           | 100m    | 準決勝  | 10秒31 (+0.9) |                                 |
| 2010 | 英連邦競技大会 (en)       | デリー           | 4x100mR | 予選    | DQ (4走)      |                                 |
| 2011 | ユニバーシアード (en)     | 深圳             | 100m    | 7位     | 10秒49 (-0.2) |                                 |
| 2011 | ユニバーシアード (en)     | 深圳             | 4x100mR | 予選    | 40秒43 (4走)  |                                 |
| 2011 | 世界選手権                | 大邱             | 100m    | 予選    | 10秒57 (-1.7) |                                 |
| 2011 | アフリカ競技大会 (en)     | マプト           | 100m    | 4位     | 10秒31 (-0.4) | 準決勝10秒06 (+2.0)：自己ベスト |
| 2011 | アフリカ競技大会 (en)     | マプト           | 4x100mR | 優勝    | 38秒93 (4走)  |                                 |
| 2012 | アフリカ選手権 (en)       | ポルトノボ       | 100m    | 7位     | 10秒47 (-0.9) |                                 |
| 2012 | アフリカ選手権 (en)       | ポルトノボ       | 4x100mR | 2位     | 39秒34 (4走)  |                                 |
| 2012 | オリンピック              | ロンドン         | 100m    | 予選    | 10秒38 (+0.4) |                                 |
| 2013 | ユニバーシアード (en)     | カザン           | 100m    | 1次予選 | DNS           |                                 |
| 2013 | 世界選手権                | モスクワ         | 100m    | 予選    | 10秒26 (-0.1) |                                 |
| 2014 | 世界リレー (en)           | ナッソー         | 4x200mR | 予選    | DNF (2走)     |                                 |
| 2014 | 英連邦競技大会 (en)       | グラスゴー       | 100m    | 準決勝  | 10秒40 (0.0)  |                                 |
| 2014 | 英連邦競技大会 (en)       | グラスゴー       | 4x100mR | 予選    | 39秒11 (1走)  | 決勝進出                        |
| 2014 | アフリカ選手権 (en)       | マラケシュ       | 100m    | 5位     | 10秒28 (+0.4) |                                 |
| 2014 | アフリカ選手権 (en)       | マラケシュ       | 4x100mR | 優勝    | 38秒80 (1走)  |                                 |
| 2014 | コンチネンタルカップ (en) | マラケシュ       | 4x100mR | 3位     | 39秒10 (4走)  | アフリカ大陸代表                |
| 2015 | 世界リレー (en)           | ナッソー         | 4x100mR | 予選    | DNS (2走)     |                                 |
| 2015 | アフリカ競技大会 (en)     | ブラザヴィル     | 100m    | 2位     | 10秒17 (-2.1) | 準決勝10秒06 (+0.3)：自己ベスト |
| 2015 | アフリカ競技大会 (en)     | ブラザヴィル     | 4x100mR | 決勝    | DQ (3走)      | オーバーゾーン                  |
| 2016 | 世界室内選手権            | ポートランド     | 60m     | 予選    | 6秒75         |                                 |
| 2016 | オリンピック              | リオデジャネイロ | 100m    | 予選    | 10秒37 (+0.8) |                                 |
| 2018 | 英連邦競技大会 (en)       | ゴールドコースト | 100m    | 準決勝  | 10秒42 (-0.3) |                                 |
| 2018 | 英連邦競技大会 (en)       | ゴールドコースト | 4x100mR | 決勝    | DQ (1走)      |                                 |